# ビオン1号
ビオン1号（露:Бион 1）またはコスモス605号（露:Космос-605）はビオン衛星の1号機。数十匹のネズミ、カメ、キノコベッド、4匹のカブトムシと生きた細菌胞子を搭載していた。これらは、長時間の無重力状態が哺乳類、爬虫類、昆虫、菌類、細菌に対して、どのように影響するのかという科学データを提供した。